# Bo Johansson
Pour les articles homonymes, voir Johansson.
Bosse Johansson est un footballeur suédois né le 27 novembre 1942 à Kalmar. Après avoir pris sa retraite sportive, il est devenu entraîneur, et il est surtout connu en tant que tel.

## Carrière

### Carrière de joueur
- 0-1962 : IF Ariel  Suède
- 1962-1972 : Kalmar FF  Suède
- 1974-1976 : Lindsdals IF  Suède (entraîneur-joueur)

### Carrière d'entraîneur
- 1973 : Kalmar FF  Suède
- 1974-1976 : Lindsdals IF  Suède (entraîneur-joueur)
- 1977-1978 : Kalmar FF  Suède
- 1979-1981 : Östers IF  Suède
- 1982-1983 : Kalmar FF  Suède
- 1984-1985 : FK Jerv  Norvège
- 1986-1988 : Östers IF  Suède
- 1988-1989 : Panionios  Grèce
- 1990-1991 :  Islande
- 1992-1994 : Silkeborg IF  Danemark
- 1995 : HJK Helsinki  Finlande
- 1996-2000 :  Danemark
- 2003-2004 : IFK Göteborg  Suède
- 2005 : Molde FK  Norvège